# Теодорит Антиохијски
Свети свештеномученик Теодорит је био чувар драгоцености у цркви коју је цар Константин Велики саградио у Антиохији. Народ је назвао ову цркву златна црква због позлате и споља и изнутра и због многих сасуда у цркви од злата и сребра. И подари цар велика имања тој цркви за издржавање броних свештеника. Када Јулијан Отпадник поче царовати, иако беше крштен, одрече се Христа и подиже гоњење на хришћане. Његов стриц Јулијан, дође у Антиохију и опљачка златну цркву, а Теодорита као ризничара узе на суд и саветоваше га да се одрекне Христа. Не само да се Теодорит не хте одрећи Господа свога, него наружи цара Јулијана што он отпаде од вере праве и поврати се на идолопоклонство као пас на бљувотину. Кад се судија из обести помокри у златној цркви, прорече му Теодорит ужасну смрт, која га ускоро и снађе. Теодорит је секиром посечен за Христа, а судија Јулијан осети болове у доњем телу од онога часа како се помокрио у цркви. И цео доњи део тела разјели су му црви, те умре најгрознијим мукама. Тако и Феликс, помоћник његов, по пророчанству Теодоритову, сконча убрзо добивши одмах по посечењу Теодорит крволиптање на уста. Свети Теодорит је обезглављен 362. године.
Српска православна црква слави га 8. марта по црквеном, а 21. марта по грегоријанском календару.